# Parahyparrhenia
Parahyparrhenia és un gènere de plantes de la família de les poàcies, ordre de les poals, subclasse de les commelínides, classe de les liliòpsides, divisió dels magnoliofitins.
Es troben a l'Àfrica tropical i a Tailàndia a prats de sabana.

## Taxonomia
- Parahyparrhenia annua
- Parahyparrhenia bellariensis
- Parahyparrhenia jaegariana
- Parahyparrhenia perennis
- Parahyparrhenia siamensis
- Parahyparrhenia tridentata